# نوسانات گرمایی

انتشار اتمی روی سطح یک کریستال. لرزش اتمها نمونه ای از نوسانات حرارتی است. برای سادگی، نوسانات حرارتی اتمهای آبی نشان داده نشده‌است.

در مکانیک آماری، نوسانات گرمایی انحراف تصادفی یک سیستم از حالت میانگین آن است که در یک سیستم در حالت تعادل رخ می‌دهد. تمام نوسانات حرارتی با افزایش دما بزرگتر و مکررتر می‌شوند و به همین ترتیب با نزدیک شدن دما به صفر مطلق کاهش می‌یابند.
نوسانات حرارتی یکی از مظاهر اساسی دمای سیستم هاست: یک سیستم در دمای غیر صفر در حالت میکروسکوپی رد حالت تعادل باقی نمی‌ماند، بلکه در عوض به‌طور تصادفی با احتمالات توزیع بولتزمن از تمام حالت‌های ممکن نمونه برداری می‌کند.
نوسانات حرارتی به‌طور کلی همه درجات آزادی یک سیستم تحت تأثیر قرار می‌دهد مانند ارتعاشات تصادفی (فونون)، چرخش تصادفی (rotons)، تحریک الکترونیکی تصادفی، و غیره.
متغیرهای ترمودینامیکی مانند فشار، دما یا آنتروپی نیز به همین ترتیب دچار نوسانات حرارتی می‌شوند. به عنوان مثال، برای سیستمی که فشار تعادلی دارد، فشار سیستم تا حدودی در مورد مقدار تعادل نوسان می‌کند.